# HD 87363
HD 87363，又名CD-46 5759，SAO 221728、HR 3964，是一颗恒星，视星等为6.12，位于銀經275.34，銀緯7.03，其B1900.0坐标为赤經9h 59m 22.9s，赤緯-46° 7.03′ 7″。